# Ljungsbro
Ljungsbro is een plaats in de gemeente Linköping in het landschap Östergötland en de provincie Östergötlands län in Zweden. De plaats heeft 6510 inwoners (2005) en een oppervlakte van 413 hectare.

## Verkeer en vervoer
Bij de plaats loopt de Riksväg 34.

## Voetnoten
1. ↑  (sv)  Tätort (17-02-2006). Zweeds Bureau voor Statistiek. Tätorter 2005. Bezocht op 13 april 2009.